# Ambad, Jalna
Ambad är en ort i Indien.   Den ligger i distriktet Jalna och delstaten Maharashtra, i den centrala delen av landet, 1 000 km söder om huvudstaden New Delhi. Ambad ligger 512 meter över havet och antalet invånare är 29 846.
Terrängen runt Ambad är platt. Runt Ambad är det ganska tätbefolkat, med 179 invånare per kvadratkilometer. Trakten runt Ambad består till största delen av jordbruksmark.